# Dekanat Pyskowice
Dekanat Pyskowice – jeden z 16 dekanatów katolickich wchodzących w skład diecezji gliwickiej, w którego skład wchodzi 10 parafii.

## Parafie dekanatu Pyskowice
- Kopienica-Łubie: Parafia Narodzenia NMP
- Miedary: Parafia św. Floriana
- Parafia Matki Boskiej Nieustającej Pomocy w Pyskowicach
- Parafia św. Mikołaja w Pyskowicach
- Parafia Nawrócenia św. Pawła w Pyskowicach
- Wieszowa: Parafia Trójcy Świętej
- Zbrosławice: Parafia Wniebowzięcia Najświętszej Maryi Panny
- Kamieniec: Parafia Narodzenia św. Jana Chrzciciela
- Karchowice: św. Katarzyny Aleksandryjskiej
- Ziemięcice: Parafia św. Jadwigi